# Cassiano Leal
Cassiano Schalch Leal (Piracicaba, 31 de dezembro de 1971) é um nadador brasileiro, que participou de uma edição dos Jogos Olímpicos pelo Brasil.
É formado em administração de empresas pela Fundação Armando Álvares Penteado, fez MBA em administração esportiva na Fundação Getulio Vargas e, atualmente, é sócio da Academia Gustavo Borges, em São Paulo.

## Trajetória esportiva
Cedo mudou com os pais para Porto Alegre, onde aprendeu a nadar em uma escolinha e, quando os pais voltaram para São Paulo, passou a nadar pelo Esporte Clube Pinheiros.
Nos Jogos Pan-Americanos de 1991 em Havana, ganhou medalha de prata no revezamento 4x200 metros livre, junto com Teófilo Ferreira, Emanuel Nascimento e Gustavo Borges.
No Campeonato Mundial de Natação em Piscina Curta de 1993 realizado em Palma de Mallorca, ganhou uma medalha de bronze nos 4x200 metros livre, junto com José Carlos Souza, Teófilo Ferreira e Gustavo Borges, batendo o recorde sul-americano com o tempo de 7m09s38, e terminou em 14º (6º na final B) nos 400 metros livre, com o tempo de 3m52s47.
Nos Jogos Pan-Americanos de 1995 em Mar del Plata, ganhou pela segunda vez a medalha de prata no revezamento 4×200 metros livre, junto com Teófilo Ferreira, Fernando Saez e Gustavo Borges, terminou em quarto lugar nos 200 metros livre, e sexto lugar nos 400 metros livre.
No Campeonato Mundial de Natação em Piscina Curta de 1995 realizado no Rio de Janeiro, ganhou novamente medalha de bronze nos 4x200 metros livre, com Fernando Saez, Teófilo Ferreira e Gustavo Borges.
Nas Olimpíadas de 1996 em Atlanta, Cassiano terminou em décimo lugar nos 4x200 metros livre.
Nos Jogos Pan-Americanos de 1999 em Winnipeg, terminou em décimo lugar nos 400 metros livre.